# Chủ nợ
Chủ nợ là người cho một cá nhân, tổ chức vay một món nợ bằng tiền hay hiện vật. Khi đến kì trả, chủ nợ có quyền đòi con nợ phải hoàn trả khoản tiền vay hoặc hiện vật vay, kèm theo lãi. Chủ nợ là người có quyền trong quan hệ nghĩa vụ dân sự, cụ thể là hợp đồng cho vay.